# Ghiacciaio Zetland
Il ghiacciaio Zetland è un piccolo ghiacciaio situato nella regione centro occidentale della Dipendenza di Ross, nell'Antartide orientale. Il ghiacciaio, il cui punto più alto si trova a circa 1000 m s.l.m., si trova in particolare sul versante centro-orientale dei colli Denton, sulla costa di Scott, da dove fluisce verso sud, scorrendo lungo il versante meridionale del monte Alexandra, fino a terminare sulle coste settentrionali del lago Colleen.

## Storia
Il ghiacciaio Zetland è stato mappato e così battezzato nel 1994 dai membri del Comitato neozelandese per i toponimi antartici a partire da una vecchia pronuncia del nome delle Isole Shetland, in Scozia.